# Чарлстон (Іллінойс)
Чарлстон (англ. Charleston) — місто (англ. city) в США, в окрузі Коулс штату Іллінойс. Населення — 17 286 осіб (2020).

## Географія
Чарлстон розташований за координатами 39°29′5″ пн. ш. 88°10′39″ зх. д. / 39.48472° пн. ш. 88.17750° зх. д. (39.484830, -88.177609).  За даними Бюро перепису населення США в 2010 році місто мало площу 24,93 км², з яких 23,09 км² — суходіл та 1,84 км² — водойми.

## Демографія
Згідно з переписом 2010 року, у місті мешкало 21 838 осіб у 7927 домогосподарствах у складі 3304 родин. Густота населення становила 876 осіб/км².  Було 8641 помешкання (347/км²).
Расовий склад населення:
| - 88,7 % — білих - 7,0 % — чорних або афроамериканців - 1,6 % — азіатів - 0,2 % — корінних американців |

До двох чи більше рас належало 1,7 %. Частка іспаномовних становила 3,0 % від усіх жителів.
За віковим діапазоном населення розподілялося таким чином: 12,7 % — особи молодші 18 років, 77,8 % — особи у віці 18—64 років, 9,5 % — особи у віці 65 років та старші. Медіана віку мешканця становила 22,9 року. На 100 осіб жіночої статі у місті припадало 89,2 чоловіків;  на 100 жінок у віці від 18 років та старших — 86,8 чоловіків також старших 18 років.
Середній дохід на одне домашнє господарство  становив 52 017 доларів США (медіана — 28 473), а середній дохід на одну сім'ю — 72 372 долари (медіана — 50 175). Медіана доходів становила 35 952 долари для чоловіків та 28 717 доларів для жінок. За межею бідності перебувало 33,9 % осіб, у тому числі 29,2 % дітей у віці до 18 років та 6,2 % осіб у віці 65 років та старших.
Цивільне працевлаштоване населення становило 10 165 осіб. Основні галузі зайнятості: освіта, охорона здоров'я та соціальна допомога — 41,1 %, мистецтво, розваги та відпочинок — 15,3 %, роздрібна торгівля — 11,2 %, виробництво — 7,9 %.

## Відомі люди
- Грегг Толанд (1904 — 1948) — американський кінооператор.